# Punktschnecken
Die Punktschnecken (Punctidae) sind eine Familie aus der Unterordnung der Landlungenschnecken (Stylommatophora). Es sind meist sehr kleine Schnecken; die Punktschnecke (Punctum pygmaeum) ist mit einem maximalen Gehäusedurchmesser von 1,6 mm die kleinste Schnecke Europas.

## Merkmale
Die rechtsgewundenen Gehäuse sind weit genabelt, stark abgeflacht und besitzen etwa 3,5 bis 4 Windungen. Sie sind klein bis sehr klein und messen nur wenige Millimeter im Durchmesser. Der Nabel ist groß, flach und offen, die Umgänge sind gerundet. Die Mündung ist meist rundlich, eiförmig oder durch die Spindel etwas eingedellt. Der Mundsaum ist meist einfach, im Nabelbereich häufig umgeschlagen. Einige Taxa können jedoch in der Mündung Verstärkungen haben.
Die Schale ist dünn. Die Gehäuse sind meist gelblich-bräunlich bis rötlich-braun. Die Oberfläche ist mit Anwachsstreifen versehen, die fast rippenartig verstärkt sein können.
Am männlichen Teil des Genitalapparates ist der Epiphallus rudimentär oder komplett reduziert. Die Innenwand des Penis weist eine längsverlaufende Pfeilerstruktur auf. Der Penisretraktor setzt am apikalen Teil des Penis oder am Epiphallus an, wenn dieser noch vorhanden ist. Sehr groß ist der Eisamenleiter (Spermovidukt). Der freie Eileiter ist kurz; etwas länger ist die Vagina. Die Basis des Stiels der Spermathek ist verdickt. Das Reservoir der Spermathek ist in die Basis der mäßig großen Albumindrüse eingebettet. Relativ lang ist das Atrium.

## Geographische Verbreitung, Vorkommen und Lebensweise
Die Familie ist weltweit verbreitet. Die Tiere leben in der Laubschicht von Wäldern. Sie ernähren sich von verrottendem Pflanzenmaterial.

## Taxonomie
Das Taxon wurde 1864 von Edward Sylvester Morse aufgestellt.
Die Familie der Punktschnecken ist die Nominatfamilie der Überfamilie Punctoidea, zu der auch die Familien Charopidae Hutton, 1884, Cystopeltidae Cockerell, 1891, Schüsselschnecken (Patulidae = Discidae Thiele, 1931), Endodontidae Pilsbry, 1895, Helicodiscidae Pilsbry, 1927, Oreohelicidae Pilsbry, 1939, Thyrophorellidae Girard, 1895 und die ausgestorbene Familie Anastomopsidae Nordsieck, 1986 gerechnet werden. Schileyko rechnet die Helicodiscidae als Unterfamilie zu den Punctidae. Die Familie Punctidae wird in zwei Unterfamilien Laominae Suter, 1913 und Punctinae Morse, 1864 unterteilt.
- Familie Punktschnecken (Punctidae Morse, 1864)
  - Unterfamilie Laominae Suter 1913
    - Gattung Allentula Iredale, 1958
    - Gattung Charopinesta Iredale, 1944
    - Gattung Christianoconcha Iredale, 1945
    - Gattung Dignamoconcha Iredale, 1944
    - Gattung Exellaoma Iredale, 1937
    - Gattung Goweriana Shea & Griffiths, 2010
    - Gattung Gratilaoma Iredale, 1939
    - Gattung Insullaoma Iredale, 1937
    - Gattung Iotula Iredale, 1941
    - Gattung Kaputaresta Stanisic, 2010
    - Gattung Kokikora Climo & Goulstone, 1994
    - Gattung Kokopapa Climo & Mahlfeld, 2012
    - Gattung Laoma Gray, 1850
    - Gattung Laomarex Powell, 1948
    - Gattung Laomavix Iredale, 1933
    - Gattung Laomopa Iredale, 1945
    - Gattung Magilaoma Iredale, 1937
    - Gattung Miselaoma Iredale, 1933
    - Gattung Pasmaditta Kershaw & Smith, 1986
    - Gattung Obanella Dell, 1952
    - Gattung Paralaoma Iredale, 1913
      - Gerippte Punktschnecke (Paralaoma servilis (Shuttleworth, 1852))

    - Gattung Pasmaditta Kershaw & Smith, 1986
    - Gattung Pedicamista Kershaw & Smith, 1986
    - Gattung Pernastela Iredale, 1944
    - Gattung Phrixgnathus Hutton, 1883
    - Gattung Pichikadi Vargas-Almonacid & Stuardo, 2007[4]
    - Gattung Pseudiotula Stanisic, 2010
    - Gattung Semilaoma Iredale, 1944
    - Gattung Taguahelix Powell, 1955
    - Gattung Trocholaoma Iredale, 1937
    - Gattung Turbolaoma Iredale, 1937
    - Gattung Westralaoma Iredale, 1939

  - Unterfamilie Punctinae Morse, 1864
    - Gattung Punctum Morse, 1864
      - Punktschnecke (Punctum pygmaeum (Draparnaud, 1801))